# ریشارد تومالا
ریشارد تومالا (به آلمانی: Richard Thomalla) (زاده ۱۹ ژوئن ۱۹۱۱، مرگ ۱۲ می ۱۹۴۵) یک مهندس عمران آلمانی در دوره رایش سوم و مسئول نظارت بر ساخت اردوگاه مرگ بلزک، اردوگاه مرگ سوبیبور و اردوگاه مرگ تربلینکا بود.

## زندگی‌نامه
وی در ییچین در امپراتوری آلمان زاده شد.وی در ۱۹۳۲ به عضویت حزب نازی و اس‌اس درآمد.
اردوگاه مرگ بلزک اولین اردوگاهی بود که زیر نظر تومالا ساخته شد.ساخت این اردوگاه در ۱ نوامبر ۱۹۴۱ آغاز و در مارس ۱۹۴۲ به اتمام رسید.وی در مارس ۱۹۴۲ و بلافاصله پس از اتمام بلزک، کار طراحی و نظارت بر ساخت اردوگاه مرگ سوبیبور را آغاز کرد.کارگران به کار گرفته‌شده برای ساخت این اردوگاه از میان افراد محلی شهرها و روستاهای اطراف بودند.وی در جریان مراحل مقدماتی کار فرمانده زوندرکماندو در سوبیبور بود.اعضای این گروه زوندرکماندو را ۸۰ فرد یهودی تشکیل می‌دادند که از گتوهای اطراف کمپ برای کار برده‌وار به داخل اردوگاه آورده شده بودند.جوخه‌ای از ده مرد اوکراینی که در اردوگاه کار اجباری تراونیکی آموزش دیده بودند از این گروه زوندرکماندو نگهبانی می‌کردند.با کامل شده اردوگاه این یهودیان کشته شدند.پس از اتمام ساخت سوبیبور برای ساخت اردوگاه مرگ تربلینکا دست به کار شد که مانند همان سوبیبور طراحی شده بود.
اروین لامبرت درباره تومالا چنین گفته است:
"من و هنگس - مردی از پروژه اتانازی - با اتومبیل به تربلینکا رفتیم.اس‌اس-هاوپت‌اشتورمفورر ریشارد تومالا فرمانده اردوگاه بود.اردوگاه تربلینکا هنوز در مرحله ساخت و ساز بود.تومالا به مدت چهار تا هشت هفته در تربلینکا بود.من مسئول یک تیم ساختمانی در آن‌جا شده بودم.تومالا تنها برای یک مدت محدود آن‌جا بود و مسئولیت ساخت اردوگاه مرگ را بر عهده داشت.در آن زمان هیچ عملیات کشتاری انجام نمی‌شد.پس از او دکتر ابرل به عنوان فرمانده اردوگاه رسید.در زمان او عملیات کشتار یهودیان آغاز شد."
بین ژوئیه ۱۹۴۲ تا اکتبر ۱۹۴۳ حدود ۸۵۰٬۰۰۰ نفر در تربلینکا کشته شدند.وی در نهایت در ۱۲ مه ۱۹۴۵ در ییچین توسط ان کا وه ده اعدام شد.